# Orsi Fehér
Orsi Fehér (Gyor, Hungria, 01 de Outubro de 1981) é uma modelo húngara, irmã do falecido futebolista Miklós Fehér e apresentadora do programa Fama Show.

## Biografia
Modelo há 15 anos, participou em inúmeros desfiles, sessões fotográficas, catálogos, campanhas publicitárias e já foi capa de várias revistas, como FHM. Estreou-se como apresentadora de televisão em 2008 no Fama Show da SIC, programa que deixou de apresentar em 2010.
Gosta de animais, tem uma gata em Portugal e dois cães na Hungria. Gosta de viver uma vida saudável, por isso sempre que pode, arranja tempo para ir ao ginásio.